# Céline Signori
Pour les articles homonymes, voir Signori.
Céline Signori  est une femme politique québécoise, née le 11 février 1938 à Saint-Jean-sur-Richelieu. Elle a été députée de la circonscription de Blainville à l'Assemblée nationale du Québec de 1994 à 2001, sous la bannière du Parti québécois. Elle est récipiendaire, en 2005, de la Médaille de l'Assemblée nationale.